# チョウジギク
チョウジギク（丁子菊、学名：Arnica mallotopus ）は、キク科ウサギギク属の多年草。別名クマギク。

## 特徴
茎は、高さ20-85cmくらいになり、上部は縮れ毛が密生する。葉は茎に対生し、形は長楕円状披針形で長さ7-12.5cm。葉柄はなく、基部は茎をとりまいて短く鞘状になり、縁は鋸歯状になる。花期は8-10月。頭花は径1.5-2cmで、茎の先端に6-9個散房状につけ、横向きに咲く。花柄は長く白い毛が密生する。小花は両性の黄色の筒状花だけで、舌状花はない。果実は痩果となり長さ5mm、冠毛の長さは6-7mmになる。

## 分布と生育環境
本州、四国に分布し、深山の多湿の斜面などに自生する。

## 近縁種
- エゾウサギギク Arnica unalaschcensis
  - ウサギギク Arnica unalaschcensis var. tschonoskyi
- オオウサギギク Arnica sachalinensis